# هاري تايلور
هاري تايلور (بالإنجليزية: Harry Taylor)‏ (5 مايو 1997 بإنجلترا في المملكة المتحدة - ) هو لاعب كرة قدم بريطاني في مركزي الوسط والدفاع. لعب مع نادي بارنت وهامبتون أند ريتشموند بورو وStaines Town F.C. ‏.

## وصلات خارجية
- هاري تايلور على موقع قاعدة بيانات كرة القدم.إي يو (الإنجليزية)
- هاري تايلور على موقع Soccerway.com (الإنجليزية)